# 橋本一明
橋本 一明（はしもと いちめい、1927年1月1日 - 1969年1月29日）は、日本のフランス文学者、翻訳家。國學院大學教授。

## 略歴
群馬県出身。旧制群馬県立高崎中学校、旧制第一高等学校を経て、東京大学文学部仏文科を卒業。一高在学時代には原口統三の影響を受け、フランス象徴派の詩人、特にアルチュール・ランボーを研究した。

## エピソード
小説家の丸谷才一は國學院大学で同僚だった橋本について次のように語っている。
「わたしの二十代の末から十数年間の国学院時代――と名づけてゐるのですが、その国学院時代のわたしの生活にいちばん縁の深いのはこの三人（注・橋本一明、菊池武一、佐藤謙三）でした。この三人に、安東次男さんと中野孝次と永川玲二とを加へれば、わたしのあのころの、学校教師としての生活が全部出て来る。」「橋本の本（注・『純粋精神の系譜 橋本一明評論集』）の内容については、ぼくに語る資格があるかどうかすこぶる疑はしい。若いうちに癌で死んだことへの同情が評価を甘くする恐れがあるし、一方、あれだけ立派な男なのにこの程度の仕事しかなかつたのかといふ気持が逆に作用して、評価を不当にきびしくする危険もありさうだ。つまり、ぼくの眼は二年後の今もまだ泪に曇つてゐるやうな気がする。」

## 著書
- 『純粋精神の系譜 橋本一明評論集』（河出書房新社） 1971
- 『アルチュール・ランボー』（小沢書店） 1978.3

## 翻訳
- 『ランボオ』（ジャック・リヴィエール、山本功共訳、人文書院） 1954
- 『ランボオ全集』（ランボオ、人文書院） 1952 - 1956：部分訳
- 『断腸詩集』（ルイ・アラゴン、新潮社） 1957
- 『民族社会主義革命 ハンガリヤ十年の悲劇』（フェレンツ・フェイト、村松剛, 清水徹共訳、近代生活社） 1957
- 『モンマルトルの不良少年』（ロベール・サバチェ、新潮社） 1958
- 『アルテンブルクのくるみの木』（マルロー、中央公論社、世界の文学41） 1964
- 『ヴェルレーヌ詩集』（ヴェルレーヌ、角川文庫） 1966
- 『アラゴン詩集』（アラゴン、新潮社、世界詩人全集18） 1968
- 『映画心理学素描』（マルロー、集英社、世界文学全集65） 1969
- 『エルザの瞳』（アラゴン、平凡社、世界名詩集20） 1969